# NGC 7150
NGC 7150 bezeichnet im NGC-Katalog 4 bis 5 scheinbar dicht beieinander liegende Sterne im Sternbild Cygnus in Formation eines Hufeisens. Der Katalogeintrag geht auf eine Beobachtung des Astronomen George Phillips Bond am 10. Februar 1848 zurück.